# Mu-wang

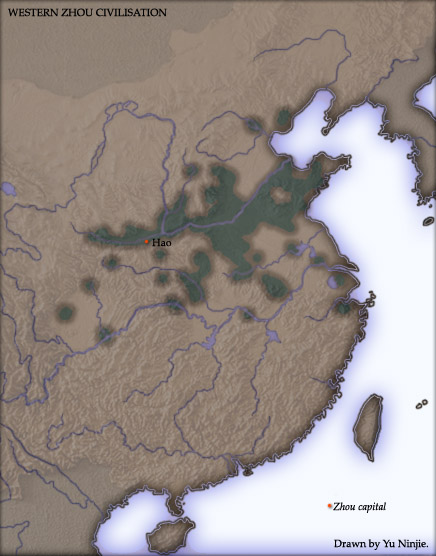
Území Číny v období dynastie Západní Čou

Mu-wang (čínsky pchin-jinem Mùwáng, znaky 穆王, volně česky „Vážný král“) (cca 1000 let př. n. l.? – cca 920 př. n. l.?) byl pátým vládcem staročínské dynastie Západní Čou, který panoval téměř šedesát let.
Proslavil se jako cestovatel a dobyvatel výpravami do dalekých krajů v západní Číně. Tam se snažil vymýtit útočníky. Ve své vášni dobývat vedl obrovskou armádu proti Čchüan-žungům (犬戎), což byla etnická skupina žijící na západě Číny. Podle pověstí zavítal i do hor Kchun-lun. Během jeho panování byla moc Západních Čouů na svém vrcholu. Jeho cesty mu umožnily kontakt s mnoha kmeny, které ovlivňoval a buď je připojil k říši dobrovolně, nebo si je podmanil. Jeho cesty na západ byly v pozdější době literárně zpracovány v díle Život syna nebes Mu (Mu tchien c’čuan) ve 4. století př. n. l..